# John Jürgens
John Jürgens (* 20. Februar 1964 in München als John Bockelmann), als Schauspieler auch unter dem Namen Jonny Jürgens bekannt, ist ein deutscher Schauspieler und DJ (John Munich).

## Leben

### Familie
Jürgens wurde als erstes Kind des Sängers und Komponisten Udo Jürgens und dessen damaliger Ehefrau Panja, geborene Erika Paula Meier, geboren. Die ersten Kindheitsjahre verbrachte er mit seinen Eltern und seiner Schwester Jenny Jürgens zunächst in München, dann in Vaterstetten, wo er teilweise aufwuchs, Kitzbühel und zuletzt in Zürich. Mit 18 Jahren zog er zusammen mit seiner Schwester Jenny nach München, wo er seine ersten Filmerfahrungen sammelte. Er hat zwei Halbschwestern, Sonja Jürgens (* 1966) und Gloria Burda (* 1994), beides nichteheliche Töchter von Udo Jürgens.
Jürgens ist seit 1998 mit Hayah, einer Deutsch-Koreanerin, verheiratet und Vater von drei Kindern (Jasmin, Dennis und Lilly).
Über die Aufteilung der Verlassenschaft des Vaters Udo Jürgens, der im Dezember 2014 verstarb, waren sich zwar die von ihm nach Schweizer Erbrecht eingesetzten Erben Jenny und John Jürgens sowie Udo Jürgens’ letzte Lebensgefährtin Michaela Moritz mit der unehelichen Tochter und Vermächtnisnehmerin Sonja Jürgens einig, nicht jedoch mit der weiteren nichtehelichen Tochter und Vermächtnisnehmerin Gloria Burda. Der Erbstreit konnte erst im November 2018 beigelegt werden.

### Karriere als Schauspieler
Von 1982 bis 1991 absolvierte Jürgens eine private, klassische Schauspiel- und Tanzausbildung. Seine Stationen auf diesem Weg waren Zürich (Jacob Jenkins), Salzburg (Musical-Seminar bei Susi Nicoletti), München (Georg Thomalla, Jimmy James) und zuletzt das Lee Strasberg Inst. in New York.
Als Schauspieler wirkte Jürgens Anfang bis Mitte der 1980er Jahre in einigen seichten Kinofilmen mit, die den Genres der Komödie, der Film-Klamotte und den Erotik- und Sexfilmchen der damaligen Zeit zuzurechnen sind. Hierzu gehörten u. a. das Filmlustspiel Ein dicker Hund (1982), die Verwechslungskomödie Sunshine Reggae auf Ibiza (1983) und die erotische Sex-Komödie Schulmädchen ’84 (1984). Jürgens spielte auch in Fernsehserien wie Derrick, Marienhof, Doppelter Einsatz und Schlosshotel Orth. In der ARD-Serie Marienhof hatte er in den Jahren 1995/1996 (Folge 331 bis Folge 639) eine durchgehende Serienhauptrolle. Er spielte Konstantin Deile, den in München lebenden Freund und späteren Ehemann der Serienfigur Jenny Wagner-Busch (Sabine Bohlmann). 2002 nahm Jürgens seine Rolle noch einmal für zwei Gastauftritte wieder auf.
1984 trat er in München und Zürich gemeinsam mit der Tänzerin Cheryl Christiansen mit einer eigenen Show C. J. Specials (Tanz, Parodie Satire) auf. Fernsehauftritte hatte er auch in Musikshows und Musiksendungen; u. a. trat er in der ARD-Sendung Zum Blauen Bock auf.
Jürgens wirkte auch bei mehreren Theaterproduktionen mit. Seine erste Theatertournee machte er in der Spielzeit 1985/86. Er trat, gemeinsam mit Georg Thomalla, in einer Tourneeproduktion des Lustspiels Vater einer Tochter von Curth Flatow auf.  Theaterrollen hatte er in den Stücken Der Lord und das Kätzchen, Laura, Ein Hauch von Frühling und Himmlischer Abgrund. Mit der Rolle des Danny Dorgan in dem Psychothriller Laura von Vera Caspary ging er in den Spielzeiten 1987/88 und 1988/89 in einer Produktion der Theatergastspiele Kempf GmbH deutschlandweit auf Tournee; seine Partner waren u. a. Christiane Krüger, Horst Janson, Alexander Osteroth und Dieter Schaad.

### Karriere als DJ und Musikberater
1997 begann er neben seiner Schauspieltätigkeit, unter dem Namen „John Munich“ in einer kleinen Bar in München als DJ zu arbeiten. Bei Radio Gong 96,3 in München hat Jürgens seit 2003 eine Radiosendung unter dem Namen Munich’s Finest. Mit den Musikern Darius Rafat und Alex Klier (LXK Studios) produzierte er eigene Musik. Ihre erste und bislang einzige Maxi-CD Happy Hour erschien am 5. September 2005. 2008 veröffentlichte er mit Wavemusic die Soulcompilation Soul Ya 2.
Mit Musikberatung ist Jürgens für verschiedene Unternehmen tätig, zuletzt u. a. für BMW, Alfons Schuhbeck, die Münchner Bank oder das Modehaus Eickhoff in Düsseldorf. Seine Frau Hayah Jürgens gründete die Künstleragentur und Produktionsfirma JMP Entertainment, die sich vor allem auf die Vermittlung von DJs und Live-Acts und der technischen und künstlerischen Leitung bei Veranstaltungen spezialisiert hat. Von 2010 bis zum Saisonende 2016 war er für die musikalische Untermalung und Begleitung der Fernsehsendung Doppelpass verantwortlich.

## Filmografie (Auswahl)
- 1982: Ein dicker Hund
- 1983: Sunshine Reggae auf Ibiza
- 1984: Schulmädchen ’84
- 1984: Popcorn & Paprika
- 1995/1996; 2002: Marienhof (Fernsehserie; Serienhauptrolle)
- 2003: Schlosshotel Orth (Fernsehserie; Episodenrolle)